# Agalychnis annae
Agalychnis annae är en groddjursart som först beskrevs av William Edward Duellman 1963.  Agalychnis annae ingår i släktet Agalychnis och familjen lövgrodor. Inga underarter finns listade i Catalogue of Life.

## Utseende
Honor är med en längd av 6,7 till 8,4 cm lite större än hannar som når en längd av 5,7 till 7,4 cm. Arten ovansida samt extremiteternas utsida är gröna och undersidan har orange, rosa, blå och ljus violetta ställen. Ansiktet kännetecknas av stora gyllene ögon med en lodrätt pupill. Före natten blir den gröna ovansidan mörkare. Vid varje finger och varje tå förekommer stora skivor och dessutom är händer och fötter utrustade med simhud. Hos unga exemplar kort efter metamorfosen saknas den blåa färgen på extremiteterna. Artens grodyngel har en gråbrun rygg, blågråa sidor, en silverfärgad undersida och bruna fläckar på fenorna.

## Utbredning
Arten förekommer i bergstrakter i centrala Costa Rica. Den vistas i regioner som ligger 600 till 1650 meter över havet. Habitatet utgörs av regnskogar och fuktiga bergsskogar. I viss mån kan Agalychnis annae anpassa sig till kulturlandskap som kaféodlingar.

## Ekologi
Denna groda lever vid vattendrag eller kring andra vattenansamlingar. Den är allmänt nattaktiv. Äggen fästas på växter som förekommer vid strandlinjen av pölar.
Agalychnis annae klättrar i träd och i den lägre växtligheten. Parningen sker under regntiden mellan maj och november. Honan lägger 45 till 160 ljusgröna ägg per tillfälle. Äggen kläcks efter ungefär en vecka och grodynglens omvandling till vuxna exemplar varar i genomsnitt 247 dagar.

## Status
Flera vattendrag som ligger i artens utbredningsområde är starkt förorenade. Skogens omvandling till odlingsmark och trädgårdar hotar beståndet. Dessutom drabbas många individer av svampsjukdomen chytridiomycosis som orsakas av svampen Batrachochytrium dendrobatidis. IUCN kategoriserar arten globalt som starkt hotad.